# کریس مدینا
کریس مدینا (انگلیسی: Chris Medina؛ زادهٔ ۳۰ نوامبر ۱۹۸۳) یک موسیقی‌دان اهل ایالات متحده آمریکا است. وی از سال ۲۰۱۱ میلادی تاکنون مشغول فعالیت بوده‌است.